# Sisyra nigra
Sisyra nigra là một loài côn trùng trong họ Sisyridae thuộc bộ Neuroptera. Loài này được Retzius miêu tả năm 1783.

## Hình ảnh

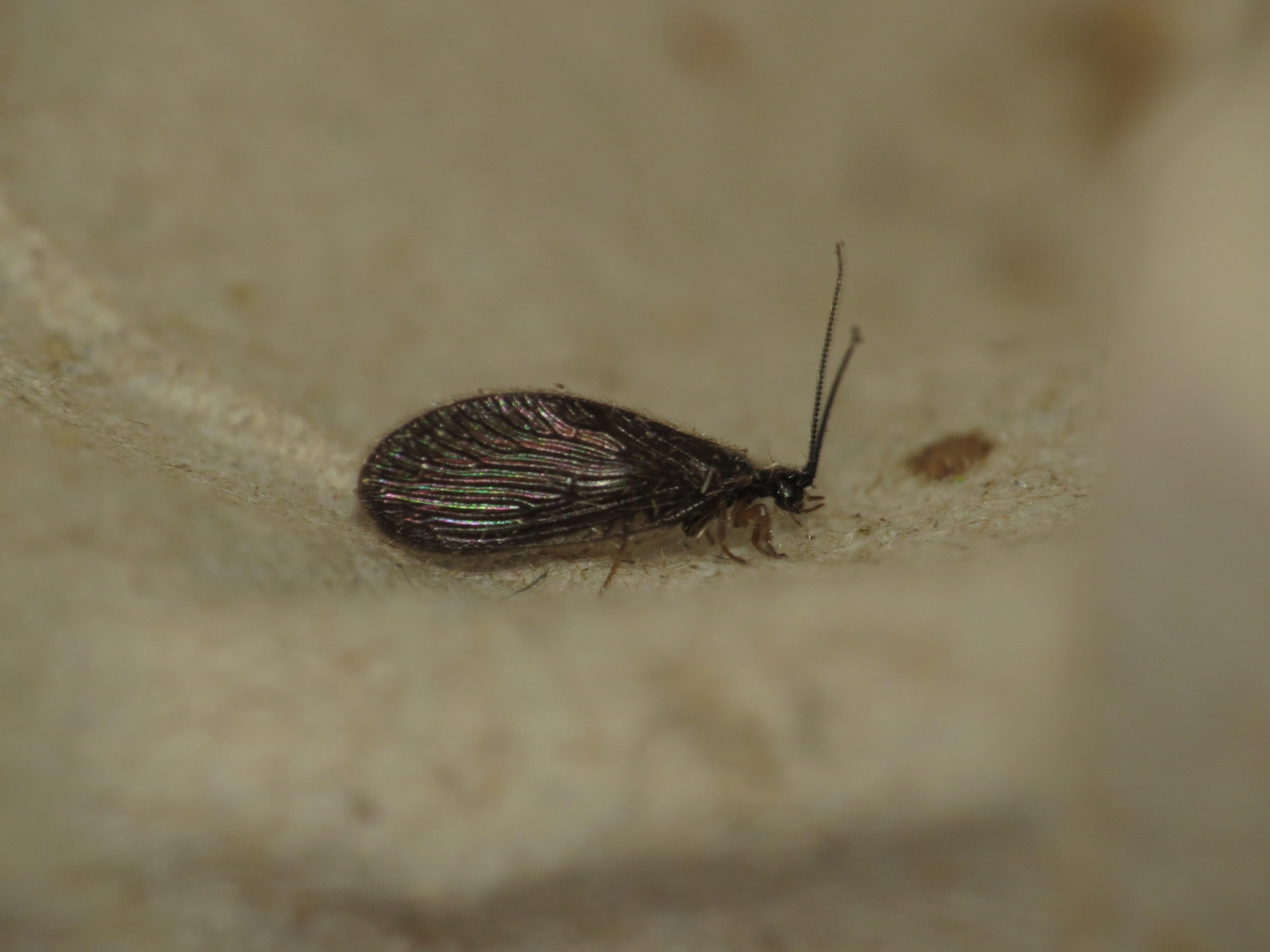
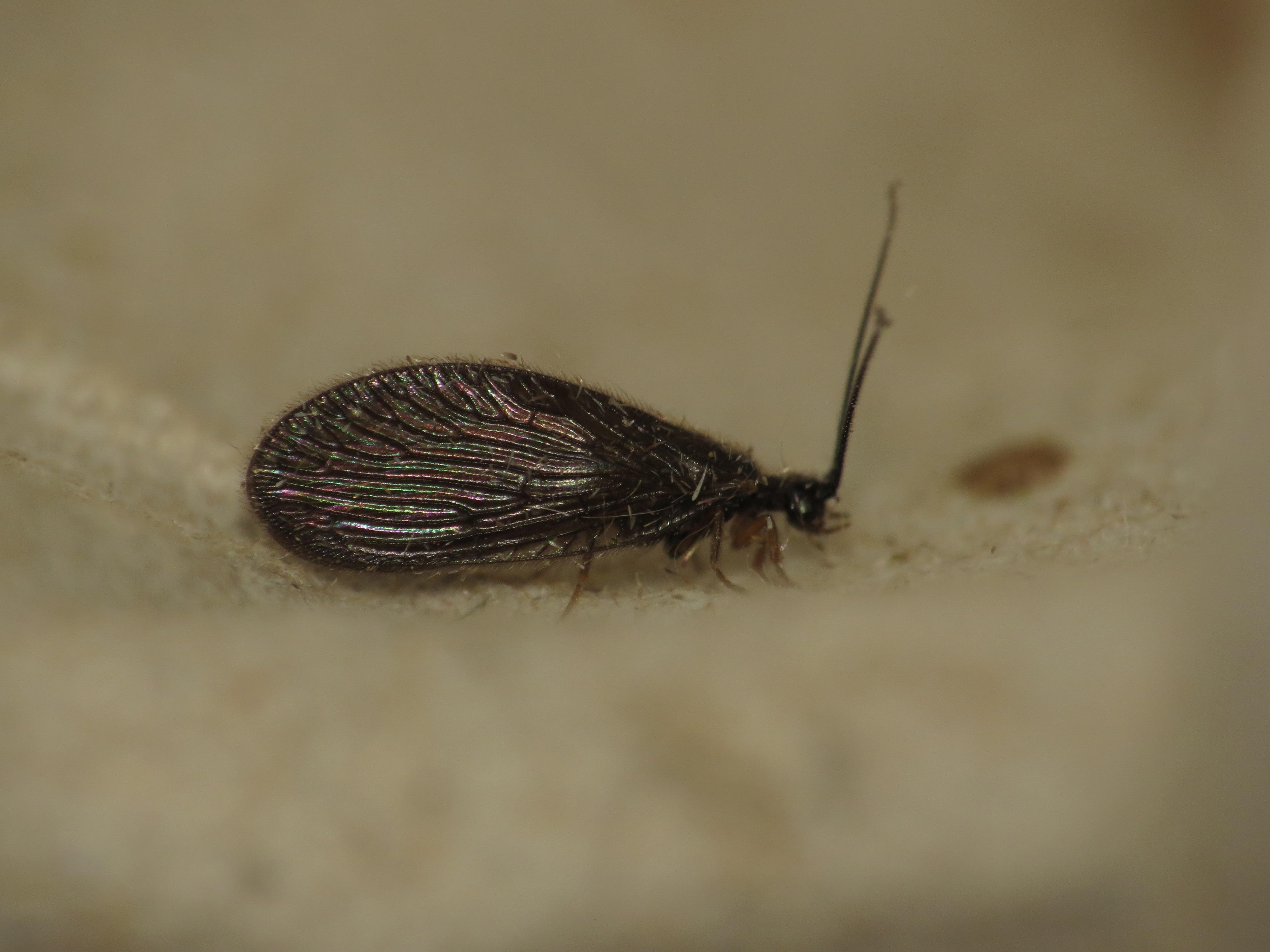